# Anas ibn Nadr
Anas ibn Naḍr (en árabe: ﺍﻧﺲ ﺑﻦ ﻧﻀﺮ‎) fue uno de los compañeros del profeta islámico Mahoma. Pertenecía a la tribu Banu Khazraj de los Ansar y era tío de Anas ibn Malik.
No pudo unirse a la batalla de Badr, hecho que le entristecía, por lo que le dijo a Mahoma:

"¡O mensajero de Allah ﷺ! Estuve ausente de la primera batalla que luchaste contra los paganos. (Por Allah) si Allah me da la oportunidad de luchar contra los paganos, sin duda. Allah verá como (valientemente) lucharé".
Sahih al-Bujari, Kitab al-Jihad, 2805 and 2806

Luchó contra los politeístas en la batalla de Uhud. En la biografía profética Sirat ibn Hisham, una historia cuenta que en esta batalla, donde los politeístas informaron de la muerte de Mahoma, se encontró con compañeros que habían dejado de luchar y les dijo que se levantaran y murieran porque Mahoma había muerto y luego martirizado. De acuerdo con la historia, su cuerpo fue encontrado con más de ochenta heridas de espada y de flechas. Solo su hermana pudo reconocer su cuerpo por sus dedos.